# Кочкувате
Кочкува́те — село Дивізійської сільської громади, у Білгород-Дністровському районі Одеської області України. Населення становить 517 осіб. 
Село розташоване на березі лиману Будури, який входить до складу Національного природного парку «Тузловські лимани».

## Історія
Назви поселення, що знайдені на історичних картах різного часу:
- 1792 — турецько-татарське поселення Будара[1].

## Населення
Згідно з переписом УРСР 1989 року чисельність наявного населення села становила 557 осіб, з яких 248 чоловіків та 309 жінок.
За переписом населення України 2001 року в селі мешкало 509 осіб.

### Мова
Розподіл населення за рідною мовою за даними перепису 2001 року:
| Мова       | Відсоток |
| ---------- | -------- |
| українська | 94,39 %  |
| російська  | 2,51 %   |
| молдовська | 1,74 %   |
| болгарська | 1,35 %   |